# إيمان رياض
إيمان رياض هي إعلامية مصرية من مواليد 1980، تخرجت من كلية الفنون الجميلة بجامعة الإسكندرية قسم التصوير، عملت كمديرة فنية في عدد من الإعلانات التليفزيونية في بداية ظهورها الإعلامي.
عملت إيمان كمقدمة برامج تليفزيونية وخاصة البرامج الدينية، حيث قدمت فقرة تليفزيونية في عام 2005 في برنامج «فقه النساء» على قناة اقرأ الفضائية، ثم بعد ذلك قدمت برنامج «جنتي» على شاشة قناة اقرأ أيضا وذلك كان في 2007 وهو برنامج متنوع يتحدث عن شتى المواضيع الخاصة بالمرأة وتقديم فقرات طبية ودينية.
بعدما عٌرفت في المجال الديني الإعلامي قدمت برنامج «خير نساء» الأرض مع الدكتورة عبلة الكحلاوي ثم برنامج قلوب حائرة مع الدكتورة (رفيدة حبش)، ثم اتجهت لقناة إم بي سي مصر وقدمت برنامج «من القلب للقلب».